# The Sheik Steps Out
The Sheik Steps Out (bra: O Sheik Conquistador) é um filme musical americano de 1937 dirigido por Irving Pichel e escrito por Adele Buffington e Gordon Kahn. O filme é estrelado por Ramon Novarro, Lola Lane, Gene Lockhart, Kathleen Burke, Stanley Fields e Billy Bevan. O filme foi lançado em 6 de setembro de 1937, pela Republic Pictures.

## Elenco
- Ramon Novarro como Ahmed Ben Nesib
- Lola Lane como Phyllis 'Flip' Murdock
- Gene Lockhart como Samuel P. Murdock
- Kathleen Burke como Gloria Parker
- Stanley Fields como Abu Saal
- Billy Bevan como Munson
- Charlotte Treadway como Polly Parker
- Robert Coote como Lord Eustace Byington
- Leonid Kinskey como Allusi Ali
- Georges Renavent como Conde Mario
- Jamiel Hasson como Kisub
- C. Montague Shaw como Dr. Peabody - Ministro
- George Sorel como tenente Bordeaux